# Liste der kaiserlichen Generale der Frühen Neuzeit/V
Legende: * geboren | ~ getauft | † gestorben | ⚔ gefallen | Zu den Rangbezeichnungen siehe auch Generalsränge auf der Startseite.
- Karl von Valdenaire

† 1788. Laufbahn: 2. Oktober 1782 mit Rang vom 30. September 1782 Generalmajor
- Franz Andreas Graf von Valentiani

† ... (verwundet bei Hochkirch 14. Oktober 1758). Laufbahn: 15. Oktober 1758 Generalfeldwachtmeister
- Bartolomé González de Andía, Marqués de Valparaiso, Conde de Villaverde

† 27. Dezember 1734 (verwundet bei Guastalla). Laufbahn: 1. November 1723 Generalfeldwachtmeister, 18. November 1733 Feldmarschallleutnant
- Peter Joseph Van der Stappen

† 1795. Laufbahn: 13. September 1789 mit Rang vom 8. September 1789 Generalmajor
- Johann Jakob de Vasquez y de la Puente, Conde de Vasquez de Pinos

* 1681 † 23. Dezember 1754. Laufbahn: 7. November 1723 Generalfeldwachtmeister, 22. November 1733 Feldmarschalleutnant, 24. April 1735 General der Kavallerie, 8. April 1741 Feldmarschall
- Vincenz Marquis de Vasquez-Pinos von Löwenthal

* 26. Dezember 1739 † 1. Februar 1813. Laufbahn: 15. August (September ?) 1808 Generalmajor, 1812 im Ruhestand
- Peter Marqués de Vasquez-Pinos

† 31. Oktober 1806. Laufbahn: 29. Dezember 1793 mit Rang vom 29. Dezember 1793 Generalmajor
- Cesare Michelangelo d’Avalos, Fürst von Aquino de Aragona, Marchese del Vasto y de Pescara

* 15. Januar 1667 † 7. August 1729. Laufbahn: 16. Dezember 1701 Feldmarschall
- Joseph Paul Guibert de Vaubonne

* um 1655 † (Freitod) (1)2. August 1715. Laufbahn: 28. Dezember 1700 Generalfeldwachtmeister, 3. Mai 1704 Feldmarschalleutnant, 5. April 1707 General der Kavallerie
- Baron Thiery de Vaux

* 4. Juni 1748 † 4. April 1820. Laufbahn: 1800 mit Rang vom 28. November 1799 Generalmajor, April 1807 Feldmarschalleutnant, 4. September 1813 Feldzeugmeister
- Franz Anton Ritter von Vavasor

† 12. August 1817. Laufbahn: 27. Juli 1799 mit Rang vom 23. Juli 1799 Generalmajor
- Paul Freiherr Vay de Vaya (Dévay)

* 4. August 1735 † 24. Dezember 1800. Laufbahn: 11. Juni 1794 mit Rang vom 19. April 1794 Generalmajor, 9. Februar 1799 mit Rang vom 8. Februar 1799 Feldmarschalleutnant, 1799 im Ruhestand
- Nikolaus Freiherr Vay de Vaya

* 6. September 1756 † 11. Mai 1824. Laufbahn: März 1807 Generalmajor (Charakter) ehrenhalber, 1809 im Ruhestand
- Gabriele Conte di Vecchia

* ? † ?. Laufbahn: 13. Dezember 1679 Generalfeldwachtmeister (Titel), 22. August 1683 Generalfeldwachtmeister, 30. Juni 1692 Feldmarschalleutnant
- Stephan Freiherr von Vécsey de Hajnácskeö

* 1719 † 10. Oktober 1802. Laufbahn: 4. Juni (?) 1759 mit Rang vom 1. Dezember 1758 Generalfeldwachtmeister
- Sigbert Freiherr Vécsey von Hajnácskeö

* 22. März 1739 † 30. Juli 1802. Laufbahn: 10. April 1783 mit Rang vom 3. Mai 1783 Generalmajor, 24. März 1790 mit Rang vom 20. März 1790 Feldmarschalleutnant, 1. Mai 1801 im Ruhestand
- August Graf Vécsey von Vécse und Hajnacskeö

* 22. August 1775/76 † 15. Januar 1857. Laufbahn: 24. Mai 1809 Generalmajor, 19. November 1820 Feldmarschalleutnant, 2. April 1840 General der Kavallerie, 8. Januar 1850 im Ruhestand
- Peter Freiherr Vécsey von Vécse und Hajnacskeö

* 13. Juli 1768 † 21. Juli 1809 (verwundet in Wagram). Laufbahn: 14. August 1808 Generalmajor
- Franz von Vehla

† 1777. Laufbahn: 31. Juli 1758 mit Rang vom 3. Juli 1757 Generalfeldwachtmeister, 1. Mai 1773 mit Rang vom 30. August 1766 Feldmarschalleutnant
- Nikolaus von Vehla

* ? † ?. Laufbahn: 22. Januar 1734 Generalfeldwachtmeister
- Antonio Marqués de Velasco

† 1769. Laufbahn: 24. März 1753 Generalfeldwachtmeister
- Alexander II. Graf von Velen

* 1599 † 10. Oktober 1675. Laufbahn: 3. November 1634 bayrisch und ligistischer Generalwagenmeister, 13. Juni 1640 Feldzeugmeister; 19. Juni 1640 kaiserlicher Feldzeugmeister, 10. Juli 1653 Feldmarschall
- Alexander Otto Graf von Velen

* 12. Januar 1657 † 10. Mai 1727. Laufbahn: 1703 kurpfälzischer General der Kavallerie, 30. Mai 1708 kaiserlicher General der Kavallerie, 5. Mai 1717 Feldmarschall
- Christoph Otto Graf von Velen

* 25. Mai 1671 † 2. Mai 1733. Laufbahn: 5. Mai 1708 Generalfeldwachtmeister, 25. Mai 1716 Feldmarschalleutnant, 24. Oktober 1723 General der Kavallerie, 1732 Feldmarschall ??
- Lambert von Velradt, genannt Meuter

* ? † ?. Laufbahn: 15. September 1647 Generalfeldwachtmeister
- Don Jacinto de Vera

* ? † ?. Laufbahn: um 1643 Generalfeldwachtmeister, 22. Juli 1656 Feldzeugmeister
- William de Vere

† 9. April 1802. Laufbahn: 10. November 1788 mit Rang vom 3. November 1788 Generalmajor
- Karl Graf von Verneda

† 1789. Laufbahn: 26. November 1768 mit Rang vom 26. Januar 1760 Generalfeldwachtmeister
- Matthäus Freiherr von Vernier de Rougemont et d’Orchamp

* ? † ?. Laufbahn: 19. Februar 1647 Generalfeldwachtmeister, Feldmarschalleutnant ?
- Friedrich Graf von Veterani

* 1650 † (gefallen bei Lugosch) 21. September 1695. Laufbahn: 12. September 1685 Generalfeldwachtmeister, 13. Juli 1688 Feldmarschalleutnant, 16. August 1690 General der Kavallerie, 17. Mai 1694 Feldmarschall
- Julius Graf von Marzichi und von Veterani

* 1668 † 12. Oktober 1736. Laufbahn: 12. April 1708 mit Rang vom 26. Januar 1706 Generalfeldwachtmeister, 12. Mai 1716 Feldmarschalleutnant, 10. Oktober 1723 General der Kavallerie
- Wenzel Alois Graf Vetter von Lilienberg

* 16. März 1767 † 6. Februar 1840. Laufbahn: 24. Mai 1809 Generalmajor, 21. Januar 1817 Feldmarschalleutnant, 18. September 1838 Feldzeugmeister
- Johann Balthasar von Vezér

† 3. Dezember 1735. Laufbahn: 1. April 1735 Generalfeldwachtmeister
- Pierre-Joseph de Viard, Baron de Coussances

† 23. April 1718. Laufbahn: 12. April 1708 mit Rang vom 12. Februar 1706 Generalfeldwachtmeister, 14. Mai 1716 Feldmarschalleutnant
- Philipp Franz Freiherr de Vicque

* ? † ?. Laufbahn: 3. Mai 1758 mit Rang vom 3. Februar 1757 Generalfeldwachtmeister
- Karl Albert Kajetan de Saint-Omer de Vierset, Baron de Billehé

† 1794. Laufbahn: 12. Februar 1763 Generalfeldwachtmeister
- Felipe de Villena y Millás

* 7. Dezember 1675 † 1753. Laufbahn: 0. Dezember 1733 Generalfeldwachtmeister
- Juan Francisco Conde de Vila y Ferrer

* ? † ?. Laufbahn: 1. Mai 1727 Generalfeldwachtmeister
- Don Giuseppe Alliata, Principe di Villafranca

* 1684 † 10./20. Dezember 1727. Laufbahn: 28. Juni 1728 Feldmarschalleutnant (posthum)
- José de Vilanova y Guitart, Conde de Villanova

* ? † ?. Laufbahn: 20. Oktober 1723 Generalfeldwachtmeister
- Alexander Graf von Villars

† 18. August 1767. Laufbahn: 8. März 1761 Generalfeldwachtmeister
- Charles Gabriel Marquis de Ville

* 30. Dezember 1714 (1705 ?) † 20. Februar 1792. Laufbahn: 17. August 1751 Generalfeldwachtmeister, 9. Dezember 1757 Feldmarschalleutnant, 8. Juli 1758 General der Kavallerie
- Don Juan Francisco de Villegas

* ? † ?. Laufbahn: 10. Dezember 1752 Generalfeldwachtmeister
- Don Pedro Conde de Viñals y Verguer

† 1740 ?. Laufbahn: 16. August 1727 Generalfeldwachtmeister, 22. Dezember 1733 Feldmarschalleutnant
- Karl Freiherr von Vincent

* 1757 † 7. Oktober 1834. Laufbahn: 29. Oktober 1800 mit Rang vom 9. November 1800 Generalmajor, 14. August 1808 Feldmarschalleutnant, 18. November 1818 General der Kavallerie, November 1825 im Ruhestand
- Hektor Franz de Vins

* gefallen bei Parma 29. Juni 1734. Laufbahn: 30. Januar 1734 Generalfeldwachtmeister
- Joseph Nikolaus Freiherr de Vins

* 1732 † 26. September 1798. Laufbahn: 1. Mai 1773 mit Rang vom 28. April 1765 Generalmajor, 3. April 1783 mit Rang vom 31. März 1783 Feldmarschalleutnant, 10. November 1788 mit Rang vom 28. Oktober 1788 Feldzeugmeister
- Adrian Wilhelm Freiherr von Viermund zu Neersen

* 24. November 1613 † 15. Juni 1681. Laufbahn: 6./9. Februar 1649 kurbayerischer Generalwagenmeister; kurpfälzischer General; 28. Juni 1674 kaiserlicher Feldmarschalleutnant (Titel)
- Johann Freiherr von Viermund zu Neersen

* 7. Juli 1588 † 3. Mai 1632 ermordet, Laufbahn: 19. Juni 1630 Generalfeldwachtmeister
- Damian Hugo Franz Adrian Anton Graf von Virmont zu Neersen

* 24. August 1666 † 21. April 1722. Laufbahn: 17. April 1704 Generalfeldwachtmeister, 15. August 1706 Feldmarschalleutnant, 3. Mai 1716 Feldzeugmeister
- Hannibal Marchese di Visconti

* 1. November 1660 † 6. März 1747. Laufbahn: 27. Dezember 1700 Generalfeldwachtmeister, 1. Mai 1704 Feldmarschalleutnant, 14. April 1706 General der Kavallerie, 3. Mai 1716 Feldmarschall
- Giulio Borromeo Marchese di Visconti-Arese, Fürst von Beaumont

* 1664 † 20. Dezember 1750. Laufbahn: 6. Mai 1717 Feldmarschalleutnant, 9. November 1723 Feldzeugmeister
- Philipp Marchese di Vitelleschi

* ? † ?. Laufbahn: 24. Januar 1758 Generalfeldwachtmeister, 17. April 1764 Feldmarschalleutnant
- Johann Heinrich Freiherr von Vitry

* ? † ?. Laufbahn: 11. Mai 1694 Generalfeldwachtmeister
- Andreas Graf von Vitzthum

† 1780. Laufbahn: 21. Mai 1758 mit Rang vom 4. Mai 1757 Generalfeldwachtmeister
- Franz Freiherr von Vlassits

* 24. April 1766 † 16. Mai 1840. Laufbahn: 30. März 1813 Generalmajor, 3. Juli 1824 Feldmarschalleutnant
- Anton von Vogel

† 9. November 1822. Laufbahn: 4. Oktober 1799 mit Rang vom 27. September 1799 Generalmajor, 1805 im Ruhestand
- Joseph Anton von Vogelhuber

† 21. März 1822. Laufbahn: 24. April 1797 mit Rang vom 5. Juni 1797 Generalmajor, 1. Mai 1807 Feldmarschalleutnant, 27. April 1813 Feldzeugmeister (Charakter) und im Ruhestand
- Ritter Christian Jakob von Vogelsang

* 1701 † 27./28. Mai 1785. Laufbahn: 2. Februar 1758 Generalfeldwachtmeister, 23. April 1764 mit Rang vom 8. Oktober 1759 Feldmarschalleutnant, 3. April 1784 mit Rang vom 5. September 1770 Feldzeugmeister
- Freiherr Ludwig von Vogelsang

* 12. Dezember 1748 † 28. Juni 1822. Laufbahn: 4. März 1796 mit Rang vom 16. Februar 1795 Generalmajor, 6. März 1800 mit Rang vom 16. September 1799 Feldmarschalleutnant, 27. Mai 1809 Feldzeugmeister
- August Marchese di Voghera

* um 1700 † 1781. Laufbahn: 5. Februar 1758 Generalfeldwachtmeister, 25. April 1764 mit Rang vom 10. November 1759 Feldmarschalleutnant, 1. Mai 1773 mit Rang vom 28. Januar 1770 General der Kavallerie
- Emanuel Lorenz Freiherr von Voghtern

* ? † ?. Laufbahn: 26. Januar 1744 Generalfeldwachtmeister, 1754 mit Rang vom 27. Juli 1752 Feldmarschalleutnant
- Johann Wilhelm Freiherr Vogt von Hunolstein

* 24. April 1599 † 29. Juli 1664. Laufbahn: 10. (18. ?) Juni 1643 Generalfeldwachtmeister, 3. April 1645 Feldmarschalleutnant, 9. November 1655 Feldzeugmeister
- Christoph Graf Voikovich von Voikffy und Klocsok

† 1792. Laufbahn: 5. Dezember 1772 Generalmajor
- Pierre de Voisin

† 1756. Laufbahn: 13. September 1726 Generalfeldwachtmeister
- Johann Otto Voith von Rieneck

* 29. Juni 1681 † 5. Mai 1744. Laufbahn: 14. Februar 1734 Generalfeldwachtmeister
- Heinrich Gottlob Freiherr Voith von Salzburg

* ? † ?. Laufbahn: 25. Juni 1757 Generalfeldwachtmeister
- Anton von Volkmann

* 1765 † 5. April 1824. Laufbahn: 2. September 1813 Generalmajor
- Johann Baptist Franz Freiherr de Voss

* 21. September 1711 † 4. September 1783. Laufbahn: 1. Mai 1773 mit Rang vom 23. April 1765 Generalmajor, 3. April 1783 mit Rang vom 2. April 1783 Feldmarschalleutnant
- François-Charles Labbé de Vouillers

* 8. August 1737 † 2. September 1821. Laufbahn: 22. Juli 1792 französischer Maréchal de camp; März 1804 mit Rang vom 14. März 1804 kaiserlicher Generalmajor und im Ruhestand.
- Joseph Philipp Freiherr von Vukassovich

* 1755 † 9. August 1809. Laufbahn: 2. Mai 1796 mit Rang vom 23. Mai 1796 Generalmajor, 2. Oktober 1799 mit Rang vom 7. Oktober 1799 Feldmarschalleutnant, 1800 im Ruhestand